# Groupe A de la Coupe d'Asie des nations de football 2011
Le groupe A de la Coupe d'Asie des nations de football de 2011, qui se dispute au Qatar du 7 janvier au 29 janvier 2011, comprend quatre équipes dont les deux premières se qualifient pour les quarts de finale de la compétition. Conformément au tirage au sort, les équipes de l'Ouzbékistan (108e FIFA), du Qatar (105e FIFA), de la Chine (79e FIFA) et du Koweït (99e FIFA) composent ce groupe A.
Le premier de ce groupe affrontera le second du Groupe B et le deuxième de ce groupe affrontera le premier du Groupe B.

## Classement
Les deux premières équipes se qualifient pour les Huitièmes de finale.
|   | Équipe      | Pts | J | G | N | P | BP | BC | Diff |
| - | ----------- | --- | - | - | - | - | -- | -- | ---- |
| 1 | Ouzbékistan | 7   | 3 | 2 | 1 | 0 | 6  | 3  | +3   |
| 2 | Qatar       | 6   | 3 | 2 | 0 | 1 | 5  | 2  | +3   |
| 3 | Chine       | 4   | 3 | 1 | 1 | 1 | 4  | 4  | 0    |
| 4 | Koweït      | 0   | 3 | 0 | 0 | 3 | 1  | 7  | -6   |

| 7 janvier  | Qatar       | 0 - 2 | Ouzbékistan |
| 8 janvier  | Koweït      | 0 - 2 | Chine       |
| 12 janvier | Ouzbékistan | 2 - 1 | Koweït      |
| 12 janvier | Chine       | 0 - 2 | Qatar       |
| 16 janvier | Qatar       | 3 - 0 | Koweït      |
| 16 janvier | Chine       | 2 - 2 | Ouzbékistan |

## Résultats des matchs
Six matches opposant toutes les équipes entre elles sont programmés.
| 7 janvier 2011 | Qatar   | 0 - 2 | Ouzbékistan                | Khalifa International Stadium, Doha               |                                                   |
| 19 h 15 UTC+3  |         |       | 58e Ahmedov · 77e Djeparov | Spectateurs : 37 143 Arbitrage : Yuichi Nishimura | Spectateurs : 37 143 Arbitrage : Yuichi Nishimura |
| 19 h 15 UTC+3  | Rapport |       |                            | Spectateurs : 37 143 Arbitrage : Yuichi Nishimura | Spectateurs : 37 143 Arbitrage : Yuichi Nishimura |

| 8 janvier 2011 | Koweït  | 0 - 2 | Chine                       | Al Gharafa Stadium, Doha                      |                                               |
| 16 h 15 UTC+3  |         |       | 58e Linpeng · 66e Zhuoxiang | Spectateurs : 12 439 Arbitrage : Ben Williams | Spectateurs : 12 439 Arbitrage : Ben Williams |
| 16 h 15 UTC+3  | Rapport |       |                             | Spectateurs : 12 439 Arbitrage : Ben Williams | Spectateurs : 12 439 Arbitrage : Ben Williams |

| 12 janvier 2011 | Ouzbékistan                  | 2 - 1 | Koweït               | Al Gharafa Stadium, Doha                        |                                                 |
| 16 h 15 UTC+3   | Shatskikh 41e · Djeparov 65e |       | 49e (pen.) Al-Mutawa | Spectateurs : 3 481 Arbitrage : Nawaf Shukralla | Spectateurs : 3 481 Arbitrage : Nawaf Shukralla |
| 16 h 15 UTC+3   | Rapport                      |       |                      | Spectateurs : 3 481 Arbitrage : Nawaf Shukralla | Spectateurs : 3 481 Arbitrage : Nawaf Shukralla |

| 12 janvier 2011 | Chine   | 0 - 2 | Qatar           | Khalifa International Stadium, Doha           |                                               |
| 19 h 15 UTC+3   |         |       | 27e 45+1e Ahmed | Spectateurs : 47 527 Arbitrage : Kim Dong-jin | Spectateurs : 47 527 Arbitrage : Kim Dong-jin |
| 19 h 15 UTC+3   | Rapport |       |                 | Spectateurs : 47 527 Arbitrage : Kim Dong-jin | Spectateurs : 47 527 Arbitrage : Kim Dong-jin |

| 16 janvier 2011 | Qatar                                       | 3 - 0 | Koweït | Khalifa International Stadium, Doha          |                                              |
| 19 h 15 UTC+3   | Mohammed 11e · El Sayed 16e · Montezine 85e |       |        | Spectateurs : 28 339 Arbitrage : Abdul Malik | Spectateurs : 28 339 Arbitrage : Abdul Malik |
| 19 h 15 UTC+3   | Rapport                                     |       |        | Spectateurs : 28 339 Arbitrage : Abdul Malik | Spectateurs : 28 339 Arbitrage : Abdul Malik |

| 16 janvier 2011 | Chine                      | 2 - 2 | Ouzbékistan                | Al Gharafa Stadium, Doha                           |                                                    |
| 19 h 15 UTC+3   | Yu Hai 6e · Hao Junmin 56e |       | 30e Ahmedov · 47e Geynrikh | Spectateurs : 3 529 Arbitrage : Abdullah Al Hilali | Spectateurs : 3 529 Arbitrage : Abdullah Al Hilali |
| 19 h 15 UTC+3   | Rapport                    |       |                            | Spectateurs : 3 529 Arbitrage : Abdullah Al Hilali | Spectateurs : 3 529 Arbitrage : Abdullah Al Hilali |